# Sierlijke dravik
Sierlijke dravik (Bromus lepidus, synoniem: Bromus mollis subsp. lepidus) is een eenjarige- of soms tweejarige plant die behoort tot de familie Poaceae. De soort komt van nature voor in Europa. Sierlijke dravik staat op de Nederlandse Rode lijst van planten als een soort die in Nederland zeldzaam tot zeer zeldzaam is. Het aantal chromosomen is 2n = 28.
De plant wordt 25-70 cm hoog. De bladeren zijn 3-13 cm lang en 2-4 mm breed. De bladschede is bezet met zachte haren. Het behaarde, stompe tongetje is 0,5-1 mm lang.
Sierlijke dravik bloeit in juni en juli met 2-10 cm lange en 1,5-3 cm brede, rechtopstaande pluimen. De zijtakken zijn korter dan de 6-15 mm lange, lancetvormige, glanzende, rolronde tot enigszins platte aartjes. Een aartje bestaat uit vijf tot twaalf bloemen. De kelkkafjes zijn kaal. Het onderste, drienervige kelkkafje is 4-4,6 mm lang en het bovenste, zevennervige is 5,2-5,4 mm lang. De kale, elliptische, zevennervige kroonkafjes zijn 4,5-6,5 mm lang en 1,5-1,7 mm breed. Ze hebben een brede kleurloze rand en een ingekeepte top, die minimaal 0,6 mm diep is. De kafnaalden zijn 2-6 mm lang. De meeldraden zijn 0,5-2 mm lang.
De vrucht is een 5 mm lange en 1,5 mm brede graanvrucht met een behaarde top.

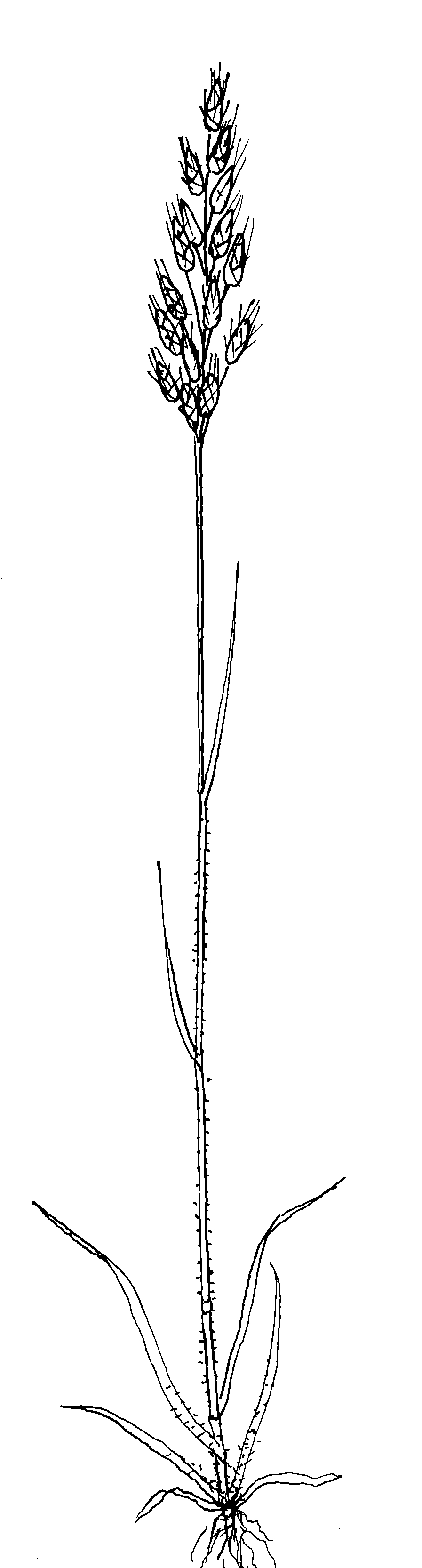
Plant
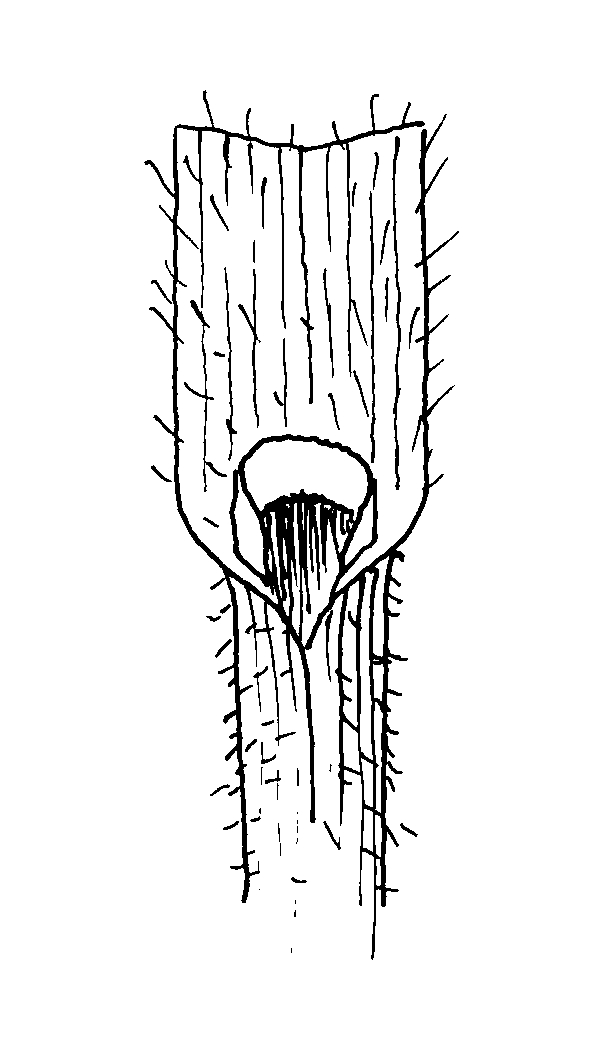
Tongetje
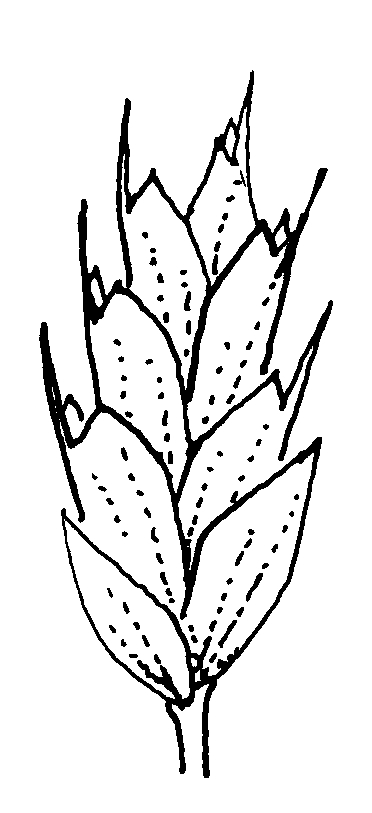
Aartje
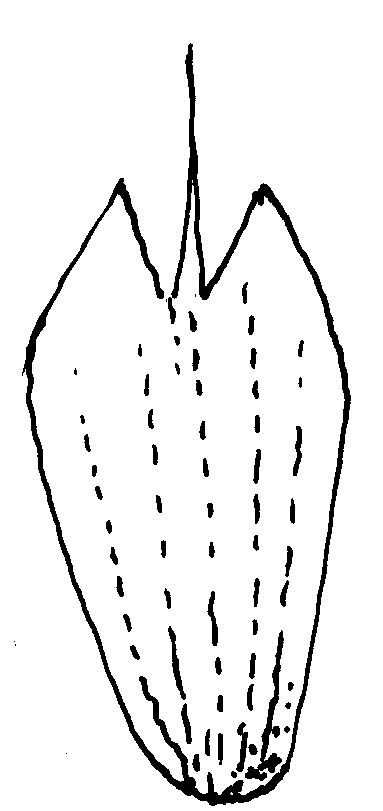
Onderste kroonkafje

## Ecologie en verspreiding
Sierlijke dravik staat op open, zonnige, warme, matig stikstofrijke, vochtige, matig voedselrijke, zwak basische grond. Ze groeit in bermen, in grasland (kalkgrasland), in duinen, in akkers en op ruderale plekken. Ze heeft een verbrokkeld Europees verspreidingsgebied, zou afkomstig zijn uit Zuid-Europa en zou nergens met zekerheid tot de oorspronkelijke wilde Flora behoren. De efemere plant, die met graszaad ingevoerd zou zijn komt o.a. voor in het noorden en noordwesten van het continent. In Nederland is de soort in de eerste helft van de 20e eeuw op enkele tientallen plaatsen gevonden verspreid door het hele land, maar met een concentratie in de omgeving van Nijmegen. Recent is de sierlijke dravik aangetroffen in een kalkgrasland langs een bosrand. Deze waarneming sluit, evenals de vroegere vondsten bij Nijmegen aan bij de vindplaatsen in aangrenzend Duitsland. Dit gras wordt mogelijk vaker over het hoofd gezien door zijn grote gelijkenis met zijn dubbelganger zachte dravik.